# کشتی (مجموعه تلویزیونی آلمانی)
کشتی یک سریال تلویزیونی آلمانی تولید شده در سال ۲۰۱۸ می‌باشد که توسط اسکای آتلانتیک ساخته شده‌است. این مجموعه به عنوان دنباله ای برای فیلم آلمانی مطرح کشتی (۱۹۸۱) شناخته می‌شود.
مانند فیلم اصلی، این سریال بر اساس کتاب لوتار-گونتر بوخهایم در سال ۱۹۷۳ با نام داس بوت (کشتی) ساخته شده‌است، اما در وقایع فیلم، اضافاتی صورت گرفته است.

## طرح اصلی
این سریال که در سال ۱۹۴۲ اتفاق می‌افتد، داستان مقاومت لا روشل و زندگی در زیردریایی آلمانی یو-۲۱۶ را به تصویر می‌کشد.